# The Lord of the Rings Online
The Lord of the Rings Online: Shadows of Angmar är ett MMORPG till PC. Släpptes den 24 april 2007 av Turbine. I Europa drevs spelet av Codemasters fram till den 31 maj 2011 då Turbine tog över hanteringen. 
Den 17 november 2008 släpptes den första expansionen Mines of Moria och den andra expansionen, The Siege of Mirkwood, släpptes den 3 december 2009. Den tredje expansionen, Rise of Isengard, släpptes den 27 september 2011. Den fjärde expansionen, Riders of Rohan, släpptes 2012. Sedan dess har även expansionerna Siege of Minas Tirith och Helms Deep släppts.

## Spelvärlden
Spelet utspelar sig i J.R.R. Tolkiens fantasyvärld Midgård (eng. Middle-earth) och i den tidsera som omfattas av första boken i trilogin om Härskarringen: "Ringens brödraskap" (eng. The Fellowship of the Ring). Vid release bestod världen till stora delar av regionen Blå bergen i väster till Vattnadal (eng. Rivendell) i öster. Spelet utforskar slutet på första boken och spelaren kan utforska Midgård från Forochels isafjord till Lothlórien.
De olika områdena i spelet är:
- Angmar
- Blå bergen (Ered Luin)
- Bri
- Dunland
- Enedwaith
- Ettenmoors
- Evendim
- Fylke
- Hollin (Eregion)
- Forochel
- Isengård
- Ithilien
- Lone-Lands
- Lothlórien
- Minas Tirith
- Moria
- Mörkmården
- North-Downs
- Trollskogen
- Parth Celebrant
- Rohans gap

## Nivåer

### Figurens nivå
När man börjar spela är man på nivå ett. Den högsta nivån man kan nå än så länge är 120, i november 2019 kommer expansionen Minas Morgul som höjer den till 130. För att öka i nivå måste man samla på sig erfarenhetspoäng. För varje nivå krävs det fler poäng för att öka till nästa. Erfarenhetspoäng fås genom att besegra fiender eller slutföra uppdrag.

### Vapennivå
Med Mines of Moria kom möjligheten att öka nivån på sina vapen. Vilken nivå ens vapen kan nå beror på hur ovanligt vapnet är och vilket figurnivåkriterum det har.

## Figuren
Spelarna kan välja mellan fyra olika raser och nio olika klasser. Under figurskapandet väljs ursprung. Detta begränsar sedan vilket utseende och vilka attribut som kan väljas, exempelvis ögonfärg och hårfärg.
De fyra raserna är:
- Men (Människor, till exempel Aragorn)
- Elf (Alver, till exempel Legolas)
- Dwarf (Dvärgar, till exempel Gimli)
- Hobbit (Hober, till exempel Frodo)

De nio klasserna är:
- Burglar - Debuffer (ger fienden nackdelar, som förlamningar)
- Captain - Buffer (ger medspelare fördelar, som extra moral)
- Champion - DPS (Damage per Second), AoE (Area of Effect) (skadar mycket och flera samtidigt)
- Guardian - Tank (kan ta emot extremt mycket skada)
- Hunter - Nuker (skadar på långt håll, ger även mer skada än champion, dock ytterst svag i närstrid)
- Lore-master - Crowd control (håller fiender utanför striden)
- Minstrel - Healer (helar medspelare)
- Rune-Keeper - Nuker/healer (kan antingen skada mycket eller hela sina medspelare)
- Warden - Tank/DPS (kan ta mycket skada, samtidigt som de kan hela sig själva)

2015 lanserades en ny ras och klass: Beorning.
2017 lanserades ännu en ny ras, High Elf

## Hantverk
En figur kan skaffa sig en Vocation som innehåller tre hantverksyrken. Som hantverkare kan man tillverka utrustning som används under ens äventyrande såsom vapen och rustningar. Färdighetsutvecklingen inom hantverket är helt frikopplad från figurens nivå/level.
Det finns sju Vocations:
- Armourer (Yrken: Metalsmith, Prospector, Tailor)
- Explorer (Yrken: Tailor, Forester, Prospector)
- Armsman (Yrken: Weaponsmith, Prospector, Woodworker)
- Tinker (Yrken: Jeweller, Prospector, Cook)
- Yeoman (Yrken: Cook, Farmer, Tailor)
- Woodsman (Yrken: Woodworker, Forester, Farmer)
- Historian (Yrken: Scholar, Weaponsmith, Farmer)

## PvMP Monsterplay
PvP (Player versus Player) utspelar sig i regionen Ettenmoors. Där kan spelare välja att spela med sin vanliga figur ifall man har uppnått nivå 40 eller en monsterfigur som automatiskt blir nivå 85. En sådan kan man skapa när ens vanliga figur har nått nivå 10. All PvP sker i detta monsterplay-system.
2016 är monsterfigurernas nivå 105 samt att spelare med sin vanliga figur skalas upp till nivå 105 om de är lägre.